# Pethe László
Báró hetesi Pethe László (1560 körül – 1617. november 17.) a Felső-Magyarországi hadak parancsnoka, királyi főajtónálló, kamarai elnök, Torna vármegye főispánja.

## Élete
Somogy vármegyei eredetű család sarja, apja Pethe Imre kassai kincstári elnök, majd ítélőmester, Márton nevű testvére pedig később kalocsai érsek lett. Pethe László az 1600-as évek elején megszerezte Szádvár birtokát, habár Basta főkapitány –, akinek Pethe az egyik lovasparancsnoka volt –  eredetileg Csáky Istvánnak ígérte oda a várat, de ő nem tudta a zálogot kifizetni. Pethe 1604-ben Barbian Belgiojoso főkapitány közvetlen beosztottjaként a Felső-Magyarországi hadak parancsnoka volt, októberben személyesen vett rész a Bocskai István és Belgiojoso között folyó tárgyalásokon. 1606. szeptember 24-én érdemei elismeréséül bárói címet kapott, majd 1612 és 1616 között Torna vármegye főispánja volt. Pethe azonban az országos politikában is jelen volt, 1615-ben jelen volt a Bethlennel folyó nagyszombati tárgyalásokon is.
Pethének tekintélyes része volt abban, hogy Pázmány Pétert esztergomi érsekké nevezték ki. Forgách Ferenc érsek halála után Pethe volt az egyik főúr, aki kiállt Pázmány utódlása mellett, ő volt a katolikus rendek fellépésének tényleges szervezője. Az akkor még jezsuita szerzetes Pázmány 1614 végén Rómába utazott azzal a szándékkal, hogy a karthauzi rendbe lépjen. Mások mellett Pethe is írt V. Pál pápának, hogy Pázmányt küldje vissza Magyarországra. Ezen levelekre a pápa 1615. januárjában kedvezően válaszolt. Mivel időközben Forgách érsek meghalt, Pethe megpróbálta elérni, hogy Pázmányt nevezzék ki utódjául, de akkoriban jezsuiták nem vállalhattak püspöki vagy érseki pozíciót. 1615. november 22-én kelt levelével és a néhai Forgách kardinális kevés megmaradt ingóságából származó arany monstranciával útnak indította egyik beosztottját, Partinger Gáspárt, hogy az említett tárgyakat Melchior Klesl bécsi püspöknek átadja, nem titkoltan azzal a szándékkal, hogy rábírja Kleslt, hogy Pázmány kinevezéséért közbenjárjon. Ezt követően Klesl több levelet is írt a pápának és II. Mátyásnak ebben az ügyben. Végül II. Mátyás Prágába hívta Pázmányt, ahol az udvar közölte vele, hogy esztergomi érsekké szándékozzák kinevezni. Végül a császár kérésére a pápa felmentette Pázmányt szerzetesi esküje alól, így végül érsek lehetett belőle.

### Családja
Hitvese Perényi Margit volt, két gyermekük – Márton és György – született.